# 掌叶紫堇
掌叶紫堇（学名：Corydalis cheirifolia）为罂粟科紫堇属下的一个种。

## 扩展阅读
- 維基物種上的相關：掌叶紫堇